# Santiago Zacatepec
Santiago Zacatepec là một đô thị thuộc bang Oaxaca, México. Năm 2005, dân số của đô thị này là 4871 người.